# ایگناسیو گارسیا کاماچو
ایگناسیو گارسیا کاماچو (اسپانیایی: Ignacio García Camacho‎؛ زادهٔ ۴ اوت ۱۹۶۸) دوچرخه‌سوار اهل اسپانیا است. وی در مسابقات تور دو فرانس و جیرو دیتالیا شرکت کرده است.